# (3940) Larion
(3940) Larion est un astéroïde de la ceinture principale découvert le 27 mars 1973 par l'astronome Lioudmila Jouravliova. Le lieu de découverte est l'observatoire d'astrophysique de Crimée. Sa désignation provisoire était 1973 FE1.